# Мусхаф
Мусха́ф (араб. مصحف‎) — сборник написанных и собранных в одном месте листов в виде книги. Чаще всего мусхафами называют свитки Корана, записанные и собранные сразу после смерти пророка Мухаммада.

## Определение
Словом «аль-Куръан» (араб. أَلْقُرآن‎ — чтение) мусульмане обозначают содержание (смысл) Корана, а когда речь идет о физическом переплете, используется слово «мусхаф». В самом Коране вместо слова «мусхаф» используется слово «китаб» (араб. کتاب‎ — книга). Таким образом, ещё до появления Корана в письменной форме, он говорит о себе как о книге.

## Мусхафы
- Мусхаф Али — в шиитской традиции, утерянный свиток Корана и хадисов составленный имамом Али ибн Абу Талибом. В шиитской традиции «Мусхаф Али» является первым толкованием Корана, составленным в течение полугода после смерти пророка Мухаммеда. Шииты считают, что «Мусхаф Али» содержал хадисы, обосновывающие права на власть Али и его потомков.
- Мусхаф Фатимы — в шиитской традиции, книга, написанная Фатимой, дочерью пророка Мухаммада. В шиитском сборнике хадисов «Усуль аль-Кафи» имеется целая глава под названием «Мусхаф Фатимы». Существует несколько версий происхождения книги, однако общим для всех является то, что после смерти пророка Мухаммеда ангел Джибриль явился к Фатиме, стал утешать её и рассказывать о грядущих событиях (в том числе и судьба её потомков потомков[3]. В качестве писца выступал её муж — Али ибн Абу Талиб[4]. Мусхаф Фатимы не сохранился до наших дней и согласно шиитской традиции к концу времён эту книгу явит Махди[5]. Мусульмане-сунниты отрицают существование «Мусхафа Фатимы», так как в суннитских сборниках хадисов он не упоминается[6].